# 久野静香
久野 静香（くの しずか、1989年3月27日 - ）は、日本のフリーアナウンサー、YouTuber、元日本テレビアナウンサー。松竹芸能所属。

## 来歴
愛知県大府市出身。愛知県立刈谷北高等学校、法政大学国際文化学部国際文化学科卒業。大学では「自主マスコミ講座」に所属。2012年4月、日本テレビに入社。 同期は安藤翔、安村直樹、杉野真実の3名。
入社してからは、『ZIP!』に出演。 その後は『ザ!世界仰天ニュース』、『深層NEWS』、『NEWS ZERO』、『バケット』など幅広いジャンルに出演し、親しみやすいキャラと確かなアナウンス力で活躍した。
しかし、2022年6月末で日本テレビを退社し、フリーに転身する予定が報じられ、同局はこれを認めている。 また自身のSNS（Instagram、Twitter）でも公表したが、その際、再婚（詳細後述）と東京を離れる予定と明かした 。 その後の2022年6月17日、翌月（7月）からフリーアナウンサーに転身と松竹芸能所属が正式に明らかとなった。 
2022年6月30日で、10年間勤務した日本テレビを退社し、翌日（7月1日）から松竹芸能所属のフリーアナウンサーになった。松竹芸能入りは、 『ザ!世界仰天ニュース』で共演した笑福亭鶴瓶の紹介で決めたといい、結婚を機に関西に生活拠点を移した。 また、YouTubeチャンネル「久野静香です。」・ゲーム配信チャンネル「クノゲーです。」を開設した（詳細後述）。
2022年9月、MOTO自慢アンバサダーに就任。
2025年3月17日、第1子出産を発表した。

## 人物
- 資格 : 少林寺拳法初段、普通自動車第一種運転免許。
- 趣味 : スポーツ観戦（特に野球観戦[注 1]（中日ファン））、バイク（ツーリング）、ゲーム、ゴルフ（最高103）[24]。
- 特技 : 野球スコア記録、ソフトボール（中高ソフトボール部）、美味しいものをお腹いっぱい食べること[24]。
- バイク : バイクが好きで、休みの日には度々ツーリングに出掛ける。だが本人曰く、方向音痴すぎて困っているとのこと[25]。愛車はホンダ・CBR250RR[26]。
- 信条 :「為せば成る、為さねば成らぬ、何事も」。
- 婚歴 :  2017年2月に一般人男性と結婚し[27][注 2]、2019年10月に離婚[注 3]。 2022年5月30日に前述通り、再婚。 それに伴い日本テレビを退社し、東京を離れると発表している[28]。
- その他 :  元CBCアナウンサーの久野誠について、同じ苗字で、同じ中日ファンで、同じ東海3県出身（久野誠は三重県津市出身）であることから、親子ではないかという噂が流れていたが、2017年2月9日放送の「ドラ魂KING」で「娘ではない。子供は息子一人だけ。息子は中日新聞で記者をしているからわかる。」と久野誠本人が否定している。また、久野静香本人も、2014年に「世界仰天ニュース」で「男手一つで子供3人を育ててくれた」と発言している[要出典][29][30][31]。

## 出演

### 日本テレビアナウンサー時代

#### レギュラー出演
- 日テレNEWS24（平日昼枠、不定期）
- ZIP!
  - 「SHOWBIZ NEWS」、「SHOWBIZ TODAY」担当（水曜日 - 金曜日、2012年7月4日 - 2013年3月29日）
  - 月・木・金曜フィールドキャスター（2013年4月1日 - 2013年6月14日）
  - 小熊美香の代理（2014年10月17日、2015年4月16日・17日）
  - ゲスト出演（2015年4月23日）
  - 徳島えりかの代理（2018年8月10日、2019年6月28日・7月18日・19日）
  - 伊藤遼の代理（2020年4月28日・30日）
- 真相報道 バンキシャ!（2012年9月2日） - 鈴江奈々の代理[注 4]
- 新人アナの日進月歩→アナウンサーの日進月歩（2012年10月7日 - 2013年9月30日）
- サッカーアース（2012年10月27日 - 2015年1月31日）
- ザ!世界仰天ニュース（2013年6月26日 - 2020年10月6日）- アシスタント[32]
- アイドルの穴2013〜日テレジェニックを探せ!〜（2013年7月 - 9月）- アシスタント
- 深層NEWS（BS日テレ） 
  - ニュース・天気担当アナウンサー（2013年9月30日 - 2016年12月23日）※担当曜日は不定であった。
  - 水・木曜サブキャスター（2019年10月2日 - 2021年9月30日）
- ヒルナンデス!
  - 水卜麻美の代理（2013年10月18日、2015年3月5日・9月10日、2016年9月29日）
  - 隔週ニュースコーナー担当（2018年10月8日 - 2019年9月27日）[注 5]
- NEWS ZERO[33]
  - 金曜担当キャスター（2014年4月4日 - 2015年10月3日）
  - 山岸舞彩の代理（2014年9月15日 - 18日）
  - 月 - 木曜担当キャスター（2015年10月5日 - 2017年9月28日）
  - 杉野真実の代理（2016年4月22日）
- ズームイン!!サタデー
  - ニュース担当（2014年4月5日 - 2015年10月3日）
  - 月末以外のニュース担当（2021年4月3日 - 2022年3月19日）
- NNNストレイトニュース
  - 森富美の代理（2016年4月29日、2019年8月12日 - 14日）
  - 後藤晴菜の代理（2018年12月20日、2019年1月10日・11日）
- オードリーのNFL倶楽部（2017年9月16日 - 2018年2月10日）
- the SOCIAL（2017年10月6日 - 2018年6月1日、日テレNEWS24）- 金曜担当キャスター
- news every.サタデー（2017年10月7日 - 2018年9月29日）- メインキャスター
- 速報!MotoGP（2017年10月 - 2022年5月29日、BS日テレ・日テレジータス）- 不定期
- カウントダウンHulu（2018年4月14日 - 2022年）- ナレーション
- 情報ライブ ミヤネ屋（2018年6月4日 - 2019年9月27日、読売テレビ制作）- ニュースコーナー担当（杉上佐智枝と隔週で担当）
- スッキリ
  - 水卜麻美の代理（2018年10月10日・11日、2019年4月10日・11日）
  - ニュースキャスター（2018年12月20日、2019年1月10日・11日・8月12日 - 14日）[注 6]
- Going!Sports&News（2018年10月27日、2019年6月29日）- 杉野真実（ニュースコーナー）の代理
- バゲット
  - 隔週月曜レギュラー（2019年10月7日 - 2021年3月22日）
  - 隔週火曜レギュラー（2021年3月30日 - 2022年3月29日）
  - 尾崎里紗の代理（2021年10月5日）
- 徳光和夫の週刊ジャイアンツ（2021年4月5日 - 2022年3月28日他、日テレジータス）

#### テレビドラマ
- ドS刑事 第1話（2015年4月11日）- 本人 役

### フリーアナウンサー時代

#### テレビ
- よ〜いドン!（2022年7月11日、関西テレビ）[34]
- 前略、大とくさん（2022年7月17日、中京テレビ）[35]
- newsおかえり 火曜日レギュラー（2022年10月 - 、ABCテレビ）[36][37]

#### ラジオ
- ヤングタウン日曜日（2022年7月3日、MBSラジオ）[38]
- おかしば（2022年8月13日、文化放送）[39]
- ドラ魂キング（水曜担当パーソナリティ・2022年10月 - 2023年4月26日、CBCラジオ）[40][41] [42]

#### イベント
- 一日交通機動隊長 大阪府警（2023年10月19日）[43]

#### その他
- ANA教養講座（2024年1月）[44]